# Rakitnaja (stacja kolejowa)
Rakitnaja (ros. Ракитная) – stacja kolejowa w miejscowości Smoleńsk i w pobliżu miejscowości Rakitnia-1, w obwodzie smoleńskim, w Rosji. Leży na linii Moskwa - Mińsk - Brześć.